# Bernoulli (månekrater)
 For alternative betydninger, se Bernoulli. (Se også artikler, som begynder med Bernoulli)
Bernoulli1)Krateret er et nedslagskrater på Månen. Det befinder sig i den nordøstlige del af Månens forside og er opkaldt efter de schweiziske matematikere Jakob Bernoulli (1650 – 1705) og Johann Bernoulli (1667 – 1748).
Navnet blev officielt tildelt af den Internationale Astronomiske Union (IAU) i 1935. 
1)Note:Bernoulli er tidligere stavet Bernouilli, hvilket stadig kan ses på visse månekort

## Omgivelser
Bernoullikrateret ligger syd for Messalakrateret og øst for Geminuskrateret. 

## Karakteristika
Krateret er næsten cirkulært, men med adskillige let udadgående buler langs dets omkreds. Der findes en nedsænkning langs dele af den sydlige kratervæg, som danner en udadgående, trekantet bule i kraterranden. Randen er højest i den østlige side, hvor den når en højde på 4 km. I kraterets midte er der en central top.

## Satellitkratere
De kratere, som kaldes satellitter, er små kratere beliggende i eller nær hovedkrateret. Deres dannelse er sædvanligvis sket uafhængigt af dette, men de får samme navn som hovedkrateret med tilføjelse af et stort bogstav. På kort over Månen er det en konvention at identificere dem ved at placere dette bogstav på den side af satellitkraterets midte, som ligger nærmest hovedkrateret. Bernoullikrateret har følgende satellitkratere:
| Bernoulli | Længde  | Bredde  | Diameter |
| --------- | ------- | ------- | -------- |
| A         | 36,4° N | 60,9° Ø | 22 km    |
| B         | 36,9° N | 65,6° Ø | 22 km    |
| C         | 35,3° N | 67,2° Ø | 19 km    |
| D         | 35,7° N | 66,5° Ø | 12 km    |
| E         | 35,3° N | 63,0° Ø | 26 km    |
| K         | 36,7° N | 62,7° Ø | 20 km    |

## Måneatlas
- Billeder af Bernouillikrateret i LPI-måneatlasset